# Liste der Bodendenkmäler in Aufhausen
Auf dieser Seite sind die Bodendenkmäler in der Oberpfälzer Gemeinde Aufhausen zusammengestellt. Diese Tabelle ist eine Teilliste der Liste der Bodendenkmäler in Bayern. Grundlage ist die Bayerische Denkmalliste, die auf Basis des Bayerischen Denkmalschutzgesetzes vom 1. Oktober 1973 erstmals erstellt wurde und seither durch das Bayerische Landesamt für Denkmalpflege geführt wird. Die folgenden Angaben ersetzen nicht die rechtsverbindliche Auskunft der Denkmalschutzbehörde.

## Gemeinde Aufhausen

### Gemarkung Aufhausen
| Lage                 | Objekt | Akten-Nr.     | Bild |
| -------------------- | --- | ------------- | ---- |
| Aufhausen (Standort) | Archäologische Befunde und Funde im Bereich der Katholischen Pfarrkirche St. Bartholomäus und Dionysius in Aufhausen, darunter die Spuren von Vorgängerbauten bzw. älterer Bauphasen. | D-3-7139-0119 |      |
| Aufhausen (Standort) | Siedlungen der Bronzezeit und der Urnenfelderzeit. | D-3-7139-0148 |      |
| Aufhausen (Standort) | Siedlung vor- und frühgeschichtlicher Zeitstellung. | D-3-7139-0149 |      |
| Aufhausen (Standort) | Siedlung der Jungsteinzeit. | D-3-7139-0150 |      |
| Aufhausen (Standort) | Siedlung vor- und frühgeschichtlicher Zeitstellung. | D-3-7139-0151 |      |
| Aufhausen (Standort) | Siedlungen der Linearbandkeramik, der Stichbandkeramik, der Urnenfelderzeit und wohl der römischen Kaiserzeit.                                                                        | D-3-7139-0152 |      |
| Aufhausen (Standort) | Siedlungen der Stichbandkeramik, der Bronzezeit, der Urnenfelderzeit und der Hallstattzeit sowie verebnete vorgeschichtliche Grabhügel.                                               | D-3-7139-0153 |      |
| Aufhausen (Standort) | Archäologische Befunde der frühen Neuzeit im Bereich der Katholischen Wallfahrts- und ehemalige Stiftskirche Maria Schnee und des ehemaligen Oratorianer-Stifts in Aufhausen.         | D-3-7139-0156 |      |
| Aufhausen (Standort) | Archäologische Befunde und Funde im Bereich des ehemaligen Hofmarkschlosses in Aufhausen.                                                                                             | D-3-7139-0157 |      |
| Aufhausen (Standort) | Vorgeschichtliche Siedlung, Gräberfeld der Urnenfelderzeit. | D-3-7139-0158 |      |
| Aufhausen (Standort) | Siedlung vor- und frühgeschichtlicher Zeitstellung. | D-3-7139-0159 |      |
| Aufhausen (Standort) | Siedlung vor- und frühgeschichtlicher Zeitstellung und wohl verebnete Grabhügel vorgeschichtlicher Zeitstellung.                                                                      | D-3-7139-0160 |      |
| Aufhausen (Standort) | Frühbronzezeitliches Gräberfeld, frühmittelalterliches Reihengräberfeld. | D-3-7139-0161 |      |
| Aufhausen (Standort) | Neolithische Siedlung. | D-3-7139-0162 |      |
| Aufhausen (Standort) | Siedlung der Bronzezeit. | D-3-7139-0163 |      |
| Aufhausen (Standort) | Siedlung der Jungsteinzeit. | D-3-7139-0164 |      |
| Aufhausen (Standort) | Siedlungen vorgeschichtlicher Zeitstellung, darunter wohl der Urnenfelderzeit. | D-3-7139-0165 |      |
| Aufhausen (Standort) | Verebnete vorgeschichtliche Grabhügel. | D-3-7139-0167 |      |
| Aufhausen (Standort) | Siedlung der Jungsteinzeit. | D-3-7139-0225 |      |

### Gemarkung Gailsbach
| Lage                 | Objekt                                                            | Akten-Nr.     | Bild |
| -------------------- | ----------------------------------------------------------------- | ------------- | ---- |
| Gailsbach (Standort) | Siedlung der Jungsteinzeit (Linearbandkeramik, Stichbandkeramik). | D-3-7139-0062 |      |
| Gailsbach (Standort) | Vorgeschichtliche Siedlung, römische Villa rustica.               | D-3-7139-0063 |      |

### Gemarkung Hellkofen
| Lage                 | Objekt | Akten-Nr.     | Bild |
| -------------------- | --- | ------------- | ---- |
| Hellkofen (Standort) | Archäologische Befunde des Mittelalters und der frühen Neuzeit im Bereich der Katholischen Filialkirche St. Leonhard in Hellkofen, darunter die Spuren von Vorgängerbauten bzw. älteren Bauphasen. | D-3-7139-0117 |      |
| Hellkofen (Standort) | Siedlung vor- und frühgeschichtlicher Zeitstellung. | D-3-7139-0123 |      |
| Hellkofen (Standort) | Siedlungen der Linearbandkeramik, der Stichbandkeramik/Gruppe Oberlauterbach, der Altheimer Kultur, der Hallstattzeit und der Frühlatènezeit.                                                      | D-3-7139-0173 |      |

### Gemarkung Niederhinkofen
| Lage                      | Objekt | Akten-Nr.     | Bild |
| ------------------------- | --- | ------------- | ---- |
| Niederhinkofen (Standort) | Historischer Bestattungsplatz, wohl aufgelassener Teilbereich des ehemals über den heutigen Kirchhof hinaus reichenden Ortsfriedhofs, mittelalterliche Siedlungsspuren.                                            | D-3-7139-0060 |      |
| Niederhinkofen (Standort) | Siedlungen des Neolithikums und der Latènezeit sowie ein Gräberfeld mit Körperbestattungen vor- und frühgeschichtlicher Zeitstellung.                                                                              | D-3-7139-0061 |      |
| Niederhinkofen (Standort) | Siedlung der Jungsteinzeit, Siedlung mit Grabenwerk vor- und frühgeschichtlicher Zeitstellung. | D-3-7139-0120 |      |
| Niederhinkofen (Standort) | Neolithische Siedlung. | D-3-7139-0121 |      |
| Niederhinkofen (Standort) | Siedlung mit Grabenwerk vor- und frühgeschichtlicher Zeitstellung. | D-3-7139-0122 |      |
| Niederhinkofen (Standort) | Siedlungen des Neolithikums und vor- und frühgeschichtlicher Zeitstellung sowie ein rechteckiges Grabenwerk vor- und frühgeschichtlicher Zeitstellung.                                                             | D-3-7139-0124 |      |
| Niederhinkofen (Standort) | Archäologische Befunde und Funde im Bereich der Katholischen Filialkirche St. Margareta in Irnkofen, darunter die Spuren von Vorgängerbauten bzw. älterer Bauphasen und der aufgelassene historische Ortsfriedhof. | D-3-7139-0126 |      |
| Niederhinkofen (Standort) | Siedlung der Altheimer Kultur. | D-3-7139-0134 |      |
| Niederhinkofen (Standort) | Siedlung der Jungsteinzeit. | D-3-7139-0137 |      |
| Niederhinkofen (Standort) | Siedlung der Jungsteinzeit. | D-3-7139-0138 |      |
| Niederhinkofen (Standort) | Siedlung vor- und frühgeschichtlicher Zeitstellung. | D-3-7139-0146 |      |
| Niederhinkofen (Standort) | Siedlungen des Neolithikums, darunter der Linearbandkeramik, der späten Bronzezeit und der Hallstattzeit. | D-3-7139-0147 |      |
| Niederhinkofen (Standort) | Untertägige Befunde im Bereich der historischen Dorfkapelle in Niederhinkofen. | D-3-7139-0155 |      |
| Niederhinkofen (Standort) | Siedlungen der Jungsteinzeit und der Latènezeit. | D-3-7139-0166 |      |
| Niederhinkofen (Standort) | Siedlung vor- und frühgeschichtlicher Zeitstellung. | D-3-7139-0168 |      |
| Niederhinkofen (Standort) | Siedlung vor- und frühgeschichtlicher Zeitstellung. | D-3-7139-0169 |      |

### Gemarkung Petzkofen
| Lage                 | Objekt | Akten-Nr.     | Bild |
| -------------------- | --- | ------------- | ---- |
| Petzkofen (Standort) | Bestattungsplatz vor- und frühgeschichtlicher Zeitstellung.                                               | D-3-7139-0030 |      |
| Petzkofen (Standort) | Siedlung der Spätbronze- und Urnenfelderzeit.                                                             | D-3-7139-0032 |      |
| Petzkofen (Standort) | Bestattungsplatz der Hallstattzeit mit mindestens vier Grabhügeln.                                        | D-3-7139-0035 |      |
| Petzkofen (Standort) | Neolithische Siedlung.                                                                                    | D-3-7139-0036 |      |
| Petzkofen (Standort) | Siedlung vor- und frühgeschichtlicher Zeitstellung.                                                       | D-3-7139-0093 |      |
| Petzkofen (Standort) | Siedlungen der Linearbandkeramik, der Stichbandkeramik, der Michelsberger Kultur und der Urnenfelderzeit. | D-3-7139-0127 |      |
| Petzkofen (Standort) | Siedlung der Jungsteinzeit, verebnete Viereckschanze der Spätlatènezeit.                                  | D-3-7139-0128 |      |
| Petzkofen (Standort) | Vorgeschichtliche Siedlung.                                                                               | D-3-7139-0129 |      |
| Petzkofen (Standort) | Siedlung der Jungsteinzeit.                                                                               | D-3-7139-0130 |      |
| Petzkofen (Standort) | Siedlung der Jungsteinzeit.                                                                               | D-3-7139-0131 |      |
| Petzkofen (Standort) | Siedlung der Linearbandkeramik.                                                                           | D-3-7139-0132 |      |
| Petzkofen (Standort) | Siedlung vor- und frühgeschichtlicher Zeitstellung.                                                       | D-3-7139-0133 |      |
| Petzkofen (Standort) | Siedlung der Jungsteinzeit.                                                                               | D-3-7139-0135 |      |
| Petzkofen (Standort) | Siedlung vor- und frühgeschichtlicher Zeitstellung.                                                       | D-3-7139-0136 |      |
| Petzkofen (Standort) | Vorgeschichtliche Siedlung.                                                                               | D-3-7139-0139 |      |
| Petzkofen (Standort) | Siedlung vor- und frühgeschichtlicher Zeitstellung.                                                       | D-3-7139-0144 |      |
| Petzkofen (Standort) | Siedlung des Neolithikums.                                                                                | D-3-7139-0145 |      |

### Gemarkung Triftlfing
| Lage                  | Objekt | Akten-Nr.     | Bild |
| --------------------- | --- | ------------- | ---- |
| Triftlfing (Standort) | Vorgeschichtlicher Bestattungsplatz mit mindestens zwölf Grabhügeln. | D-3-7139-0070 |      |
| Triftlfing (Standort) | Siedlungen der Linearbandkeramik, der Oberlauterbacher Gruppe, der Münchshöfener Kultur und der Latènezeit, Bestattungsplatz der mittleren Latènezeit.                           | D-3-7139-0072 |      |
| Triftlfing (Standort) | Siedlung der Jungsteinzeit. | D-3-7139-0073 |      |
| Triftlfing (Standort) | Siedlung der Linearbandkeramik. | D-3-7139-0075 |      |
| Triftlfing (Standort) | Siedlung der Jungsteinzeit. | D-3-7139-0076 |      |
| Triftlfing (Standort) | Archäologische Befunde und Funde im Bereich des ehemaligen Hofmarkschlosses Triftlfing, zuvor mittelalterliche Niederungsburg.                                                   | D-3-7139-0078 |      |
| Triftlfing (Standort) | Siedlungen der Linearbandkeramik, der Oberlauterbacher Gruppe und der Münchshöfener Kultur.                                                                                      | D-3-7139-0081 |      |
| Triftlfing (Standort) | Siedlung der Jungsteinzeit. | D-3-7139-0083 |      |
| Triftlfing (Standort) | Siedlung der Jungsteinzeit. | D-3-7139-0086 |      |
| Triftlfing (Standort) | Siedlung der Jungsteinzeit. | D-3-7139-0087 |      |
| Triftlfing (Standort) | Mesolithische Freilandstation, Siedlungen der Stichbandkeramik/Gruppe Oberlauterbach und der vorgeschichtlichen Metallzeiten.                                                    | D-3-7139-0111 |      |
| Triftlfing (Standort) | Archäologische Befunde und Funde im Bereich der Katholischen Filialkirche St. Johannes der Täufer in Triftlfing, darunter die Spuren von Vorgängerbauten bzw. älterer Bauphasen. | D-3-7139-0113 |      |
| Triftlfing (Standort) | Siedlungen der Jungsteinzeit und der Urnenfelderzeit. | D-3-7139-0140 |      |
| Triftlfing (Standort) | Siedlungen der Linearbandkeramik, der Stichbandkeramik/Gruppe Oberlauterbach, der Urnenfelderzeit, der Hallstattzeit und der Spätlatènezeit.                                     | D-3-7139-0141 |      |
| Triftlfing (Standort) | Siedlungen der Linearbandkeramik und der Stichbandkeramik/Gruppe Oberlauterbach.                                                                                                 | D-3-7139-0142 |      |
| Triftlfing (Standort) | Siedlungen des Neolithikums, der Bronzezeit, der Urnenfelderzeit und des frühen Mittelalters.                                                                                    | D-3-7139-0143 |      |